# Władysław Piskorz
Władysław Piskorz (ur. 24 lipca 1954 w Reszlu) – polski urzędnik państwowy, były wiceminister w UKIE.

## Życiorys
Dzieciństwo spędził w Worpławkach, gdzie rozpoczął naukę w miejscowej szkole podstawowej. W 1974 ukończył Technikum Rolnicze w Reszlu, a w 1979 studia na Wydziale Ekonomiczno-Rolniczym Szkoły Głównej Gospodarstwa Wiejskiego w Warszawie. Uzyskał następnie stopień doktora nauk rolniczych.
Po studiach został zatrudniony na Wydziale Ekonomiczno-Rolniczym SGGW. Był stypendystą na Washington State University. Od 1993 pracował w Sekcji Analiz Ekonomicznych Polityki Rolnej Fundacji Programów Pomocy dla Rolnictwa, od 1995 na stanowisku dyrektora. W 1997 pełnił funkcję podsekretarza stanu w Urzędzie Komitetu Integracji Europejskiej. W latach 1998–2006 był dyplomatą w Stałym Przedstawicielstwie RP przy UE w Brukseli w Wydziale ds. Rolnictwa. Uczestniczył w procesie negocjacji akcesyjnych Polski z Unią Europejską w obszarze rolnym.
W listopadzie 2006 objął stanowisko szefa wydziału w Dyrekcji Generalnej ds. Polityki Regionalnej i Miejskiej Komisji Europejskiej.
Odznaczony Krzyżem Kawalerskim Orderu Odrodzenia Polski (2005).